# Чхар-Эцери
Чхар-Эцери (груз. ჩხარ-ეწერი) — село в Грузии, на территории Тержольского муниципалитета края (мхаре) Имеретия.

## География
Село находится в западной части Грузии, на левом берегу реки Дзеврулы, на расстоянии 6 километров к северо-западу от города Тержола, административного центра муниципалитета. Абсолютная высота — 220 метров над уровнем моря.

## Население
По результатам официальной переписи населения 2014 года, в Чхар-Эцери проживало 577 человек (296 мужчин и 281 женщина). В национальной структуре населения грузины составляли 99,8 %, русские — 0,2 %.
| Год  | Население, человек |
| ---- | ------------------ |
| 2002 | 688                |
| 2014 | ↘ 577              |